# A mí me gusta
A mí me gusta es una película venezolana estrenada el 12 de diciembre de 2008 en Venezuela, dirigida por Ralph Kinnard y producida por Ananas Producciones, filmada en Caracas y Londres, y protagonizada por Mónica Pasqualotto y Jonathan Ashford.
A mí me gusta es una comedia romántica basada en una joven cocinera que se va a Londres a probar suerte en su arte, pero se viene derrotada, debido al fracaso de su meta o, coloquialmente, con las tablas en la cabeza. De pronto, Margarita se encuentra con su ídolo, el chef británico Paul Welsare con el cual se da cuenta de que no es como ella se lo había imaginado.

## Sinopsis
Margarita García tiene un sueño: convertirse en un gran chef, pero no en su país de origen. Deja todo atrás para empezar una nueva vida en Londres, pero se ve obligada a regresar a Venezuela. De vuelta a casa en Caracas, tiene que comenzar todo de nuevo, pero el destino le da una nueva oportunidad: 
Paul Welsare, un reconocido cocinero británico, llega a Venezuela para trabajar por Navidad. Si ella se las arregla para recibir una recomendación, tendrá el pasaporte para el éxito en sus manos. 
El único problema es que Paul y Margarita son polos opuestos. Entre la familia, los amigos y estufa de la cocina se encenderá esta historia de amor entre un frío inglés y una latina apasionada —«Ahora la guerra se prenderá en los fogones»—, solo para demostrar que el verdadero hogar es aquel donde se encuentra el corazón.

## Elenco
- Mónica Pasqualotto / Margarita García
- Jonathan Ashford / Paul Welsare
- Athina Kiloumi / Inga
- Albi de Abreu / Fabián
- Alexandra Scull / Pichi
- Carlos Moreno / Maikel
- Diana Aboujián / Sabrina
- Rodolfo Drago / Reinaldo García
- María Antonieta Ardila / Cristina de García
- María Rosario Aguilera / Matea
- Argelia Páez / Abuela Carlota
- María Teresa Haiek / Brígida
- Pedro Pineda / Cheo
- Kristin Pardo / Julia

## Dirección
- Ralph Kinnard / Director
- Sandra Charolet / Asistente de dirección y marketing
- María Alejandra Yépez / Asistente de dirección
- Ana Gabriela Sánchez / Asistente de dirección
- Leny Ávila / Script
- Alberto Benítez / Director de Casting
- Hernalvis Castellanos / Coordinadora de Casting

## Producción
- Reinaldo Cervini / Productor Asociado
- Liz Mago Bosch / Productor Ejecutiva
- Yannine Poleo / Jefe de producción
- Mariana Zubillaga / Productor de Avanzada
- Sofía Hilders / Productor de campo
- Carlos Albarran / Asistente de producción
- Luis la Roche / Asistente de producción
- María Cárdenas / Secretaria de producción
- Frankil Miranda / Aprendi zde producción
- Najla Raydan / Aprendiz de producción
- Giovanni Rodríguez / Transporte producción
- Freddy García / Administrador de rodaje

## Fotografía
- Alfredo Cova / Fotografía
- Nelson Rojas / Gaffer

## Arte y vestuario
- Yvo Hernández / Director de arte
- Roger Vargas / Ambientador
- Jorge Sarmiento / Escenógrafo
- Intensity Gornés Vera / Jefe de vestuario

## Otros
- Stella Jacbos / Jefe de maquillaje
- Michael Santiago / Peluquera
- Estuardo Marturet / Productor musical
- Rosa Clemente / Guionista
- Task Media, C.A. / Mercadeo Criterio
- Cenit Comunicaciones, C.A / Prensa
- R & TV Producciones, C.A. / Making off
- Coromoto Zambrano / Servicio de cáterin
- Roque Valero / Cantante